# Trafikuheld
Et færdselsuheld er når en eller flere trafikanter, der færdes eller opholder sig på vejene, er impliceret i sammenstød eller vælter. Årsagerne kan være mange. De fleste uheld[kilde mangler] skyldes uopmærksomhed eller direkte dumhed fra trafikanters side, f.eks. for høj fart, spirituskørsel, manglende tegngivning eller medicin eller andre stoffer, som påvirker bevidstheden. I særlige tilfælde kan vejens tilstand bidrage til, at uheldet sker. Af eksempler kan nævnes veje med ringe belægning (huller, grus el. lign.), sneglatte veje eller veje under ombygning. Alle kørende trafikanter har dog pligt til at tilpasse deres kørsel efter forholdene, herunder vejens tilstand, så vejens tilstand kan i sig selv sjældent siges at være den eneste årsag til et trafikuheld.[kilde mangler]
Ofte vil uheldet skyldes en kombination af flere faktorer. For eksempel vil et barn, der pludselig løber over vejen foran en bil, ikke nødvendigvis i sig selv forårsage et uheld, hvis bilisten har tilpasset sin fart til risikoen for at det kan ske, da der så kan være tid nok til at reagere, bremse og eventuelt undvige. Men hvis bilisten ikke har tilpasset farten og måske endda overskrider fartgrænsen, kan både barnet og den høje fart i kombination blive den samlede årsag til, at barnet bliver ramt. Og jo højere fart sammenstødet sker med, jo mere kommer barnet til skade.
Fartgrænser er primært indført for at mindske risikoen for, at uheld overhovedet sker, men også for at mindske personskaderne, når et uheld alligevel sker. Grænserne er blandt andet tilpasset efter den lokale risiko for, at uventede ting kan ske. Andre årsager til fartgrænser, som ikke har med uheldsforebyggelse at gøre, kan blandt andet være at sænke støj og forurening.

## Bløde trafikanter
Fodgængere og cyklister kaldes bløde trafikanter, idet de i modsætning til fx bilister ikke har nogen beskyttelse og derfor er særligt udsatte i trafikken. Fodgængerne er ekstra udsatte, når de går på veje uden fortov, eller når de skal krydse en vej.
En særlig risiko for cyklister er højresvingsulykker. De sker, når cyklisterne er ved at køre lige ud i et kryds, samtidig med at en bil eller en lastbil svinger til højre og ikke ser cyklisten. Det kan enten være på grund af førerens uopmærksomhed eller stress, eller på grund af bilens eller lastbilens såkaldt blinde vinkler, som føreren ikke er opmærksom på. Blinde vinkler er områder, som chaufføren ikke kan se, fordi dele af chaufførens køretøj er i vejen og spejlene heller ikke hjælper. Mange cyklister kommer til skade eller bliver dræbt af især højresvingende lastbiler. Nogle af disse cyklistuheld mindes med en spøgelsescykel, der også er en advarsel til andre trafikanter om at passe på cyklisterne.

## Trafikkampagner og andre initiativer
Trafikkampagner skal bidrage til at nedsætte uheldstallene, blandt andet efter initiativ fra Færdelssikkerhedskommissionen og / eller Rådet For Større Færdselssikkerhed. Politiet sender visse oplysninger om færdselsuheld til Danmarks Statistik og vejmyndighederne, der efterfølgende søger at forbedre vejenes tilstand, vejenes forløb, vejafmærkningen og skiltningen.[kilde mangler] Politiet rapporterer dog intet om årsagerne til uheldene. Medierne bliver i videst muligt omfang orienteret om færdselsuheld af politiet.[kilde mangler] Herved søges færdselssikkerheden totalt set at blive forbedret i Danmark.